# Yamaguchi Takeshi
Takeshi Yamaguchi (sinh ngày 10 tháng 6 năm 1979) là một cầu thủ bóng đá người Nhật Bản.

## Sự nghiệp câu lạc bộ
Takeshi Yamaguchi đã từng chơi cho Kashima Antlers, Oita Trinita, Sony Sendai và Roasso Kumamoto.